# (29477) Zdíkšíma
(29477) Zdíkšíma – planetoida z grupy pasa głównego asteroid okrążająca Słońce w ciągu 4 lat i 2 dni w średniej odległości 2,52 j.a. Została odkryta 31 października 1997 roku w Obserwatorium Kleť przez Janę Tichą i Miloša Tichego. Nazwa planetoidy pochodzi od Zdislava Šímy (ur. 1947), praskiego astronoma. Przed jej nadaniem planetoida nosiła oznaczenie tymczasowe (29477) 1997 UE15.